# Medical Center
Medical Center è una serie televisiva della CBS, trasmessa dal 24 settembre 1969 al 15 marzo 1976 e interpretata da James Daly e Chad Everett.

## Episodi
| Stagione         | Episodi    | Prima TV USA | Prima TV Italia |
| ---------------- | ---------- | ------------ | --------------- |
| Prima stagione   | Pilot + 26 | 1969-1970    |                 |
| Seconda stagione | 24         | 1970-1971    |                 |
| Terza stagione   | 24         | 1971-1972    |                 |
| Quarta stagione  | 24         | 1972-1973    |                 |
| Quinta stagione  | 24         | 1973-1974    |                 |
| Sesta stagione   | 24         | 1974-1975    |                 |
| Settima stagione | 24         | 1975-1976    |                 |